# Kolsassberg
Kolsassberg je obec v Rakousku ve spolkové zemi Tyrolsko v okrese Innsbruck-venkov. Žije zde 834 obyvatel.

## Geografie
Kolsassberg leží v nadmořské výšce 700 až 906 m jižně od řeky Inn na západním svahu údolí potoka Weerbach v údolí Unterinntal mezi Innsbruckem a údolím Zillertal. Území obce začíná na svahu těsně nad obcí Kolsass a táhne se přes lesní a alpský stupeň až k vrcholům předalpského masivu Tuxských Alp. Historický význam má přechod z nejvzdálenějšího Kolsassbergu přes Geisel-Joch do Tuxertalu. Sedláci ze Zillertalu a Tuxu vozili do Innsbrucku, Hall in Tirol, Schwazu máslo a sýr a domů přiváželi sůl z dolu v Halle, mouku z inntalských mlýnů a další potřeby.
Rozloha obce je 35,37 km². Z toho 45% tvoří lesy, 26 % vysokohorské pastviny a dvacet procent alpský terén. Pouze devět procent lze využít pro zemědělství. Z celkové rozlohy je 13 % území obydleno.
V katatsrálním území Kolsassbergu leží rozptýlené domy, které vytvářejí části Außerberg, Innerberg, Hochhäuser, Merans.

### Sousední obce
| Wattens    | Kolsass             | Weer (okres Schwarz)     |
| Wattenberg |                     | Weerberg (okres Schwarz) |
|            | Tux (okres Schwarz) |                          |

## Historie
Podle archeologických nálezů byl hradní vrch osídlen již v době železné.
První písemná zmínka o obci pochází z roku 1196 z listiny biskupa Heinricha III. z Brixenu a zní "in Villa Cholsaz ... in Monte". V roce 1313 je Kolsassberg uváděn jako samostatná obec. V této době, ve druhé polovině 13. století, byl jihovýchodně od pozdějšího hradu postaven dvorský hrad, o kterém jsou písemné zmínky z roku 1315. Když se páni z Rottenburgu vzbouřili proti tyrolskému panovníkovi Fridrichu IV., ztratili Rettenberg a hrad dostali do zástavy. V roce 1492 byl hrad udělen rytíři Floriánu Waldaufovi, důvěrníkovi  císaře Maxmiliána, který hrad přestavěl. K tomuto účelu použil části Starého Rettenbergu, takže z něj dnes není nic vidět. Relikvie z Waldaufovy sbírky byly uloženy v nové hradní kapli, dokud nebyly v roce 1501 přeneseny do kostela svatého Mikuláše v Halle.
Od 14. do 16. století se v Kolsassbergu těžilo železo, měď a stříbro.
V 18. století hrad Rettenstein zchátral. V roce 1810 byly ruiny prodány faráři z Kolsassu, který je použil na stavbu kostela ve Wattenu. Zbyly z něho jen trosky obranné zdi a nárožní věže.
V roce 1938 byl Kolsassberg připojen k okresu Schwaz, ale o deset let později se vrátil do okresu Innsbruck-venkov.
Kolsassberg byl vždy součástí farnosti Navštívení Panny Marie v Kolsass.

## Znak
Blason: Znak obce zobrazuje dvě propletené dračí hlavy nad stylizovanými horami.
Znak je odvozen z erbu rytíře Floriána Waldaufa, důvěrníka císaře Maxmiliána, který jej povýšil do šlechtického stavu a v roce 1492 mu byl udělen dvůr a hrad Rettenberg. Hory symbolizují hornatou polohu obce.